# Anglia ceremoniális megyéinek listája lakosság szerint
Ez Anglia ceremoniális megyéinek népesség szerinti listája. Az adatok a Nemzeti Statisztikai Hivatal 2006 közepi becslésein alapulnak.

## Lakosság
| Hely | Megye                    | Népesség  | Terület (km²-ben) | Népsűrűség (fő/km²) |
| ---- | ------------------------ | --------- | ----------------- | ------------------- |
| 1    | Nagy-London              | 7.504.800 | 1.571             | 4.778               |
| 2    | West Midlands            | 2.600.100 | 902               | 2.884               |
| 3    | Nagy-Manchester          | 2.553.700 | 1.276             | 2.001               |
| 4    | Nyugat-Yorkshire         | 2.161.200 | 2.029             | 1.065               |
| 5    | Hampshire                | 1.691.000 | 3.769             | 449                 |
| 6    | Essex                    | 1.670.000 | 3.677             | 454                 |
| 7    | Kent                     | 1.634.500 | 3.737             | 437                 |
| 8    | Lancashire               | 1.449.700 | 3.076             | 471                 |
| 9    | Merseyside               | 1.353.600 | 645               | 2.099               |
| 10   | Dél-Yorkshire            | 1.292.900 | 1.552             | 833                 |
| 11   | Devon                    | 1.122.100 | 6.710             | 167                 |
| 12   | Tyne és Wear             | 1.087.600 | 540               | 2.014               |
| 13   | Surrey                   | 1.085.400 | 1.670             | 650                 |
| 14   | Staffordshire            | 1.062.500 | 2.717             | 391                 |
| 15   | Észak-Yorkshire          | 1.061.300 | 8.611             | 123                 |
| 16   | Hertfordshire            | 1.058.600 | 1.643             | 644                 |
| 17   | Nottinghamshire          | 1.055.400 | 2.159             | 489                 |
| 18   | Lincolnshire             | 1.004.200 | 6.959             | 144                 |
| 19   | Cheshire                 | 999.800   | 2.343             | 427                 |
| 20   | Derbyshire               | 990.400   | 2.629             | 377                 |
| 21   | Leicestershire           | 924.700   | 2.157             | 429                 |
| 22   | Somerset                 | 895.700   | 4.178             | 214                 |
| 23   | County Durham            | 880.200   | 2.727             | 323                 |
| 24   | Gloucestershire          | 833.100   | 3.150             | 264                 |
| 25   | Norfolk                  | 832.500   | 5.372             | 155                 |
| 26   | Berkshire                | 815.900   | 1.264             | 646                 |
| 27   | Nyugat-Sussex            | 770.900   | 1.991             | 387                 |
| 28   | Kelet-Sussex             | 757.600   | 1.795             | 422                 |
| 29   | Cambridgeshire           | 752.900   | 3.396             | 222                 |
| 30   | Buckinghamshire          | 712.100   | 1.874             | 380                 |
| 31   | Suffolk                  | 702.100   | 3.802             | 185                 |
| 32   | Dorset                   | 701.100   | 2.653             | 264                 |
| 33   | Northamptonshire         | 669.300   | 2.367             | 283                 |
| 34   | Wiltshire                | 635.300   | 3.485             | 182                 |
| 35   | Oxfordshire              | 631.900   | 2.606             | 242                 |
| 36   | Bedfordshire             | 590,700   | 1.235             | 478                 |
| 37   | East Riding of Yorkshire | 587.100   | 2.480             | 237                 |
| 38   | Worcestershire           | 552.900   | 1.741             | 318                 |
| 40   | Cornwall                 | 526.300   | 3.566             | 148                 |
| 39   | Warwickshire             | 522.200   | 1.978             | 264                 |
| 41   | Cumbria                  | 496.200   | 6.823             | 73                  |
| 42   | Shropshire               | 451.100   | 3.488             | 129                 |
| 43   | Bristol                  | 410.500   | 109               | 3.750               |
| 44   | Northumberland           | 309.900   | 5.026             | 62                  |
| 45   | Herefordshire            | 177.800   | 2.180             | 82                  |
| 46   | Wight                    | 138.500   | 380               | 364                 |
| 47   | Rutland                  | 38.300    | 394               | 97                  |
| 48   | City of London           | 7.800     | 3                 | 2.690               |

## Népsűrűség
2005-ös adatok szerint:
| Hely | Megye                    | Népesség  | Terület (km²) | Népsűrűség (fő/km²) |
| ---- | ------------------------ | --------- | ------------- | ------------------- |
| 1    | Nagy-London              | 7.508.500 | 1.571         | 4.781               |
| 2    | Bristol                  | 398.300   | 109           | 3.639               |
| 3    | City of London           | 9.200     | 3             | 3.172               |
| 4    | West Midlands            | 2.591.300 | 902           | 2.874               |
| 5    | Merseyside               | 1.367.200 | 645           | 2.120               |
| 6    | Tyne és Wear             | 1.095.200 | 540           | 2.028               |
| 7    | Nagy-Manchester          | 2.547.700 | 1.276         | 1.997               |
| 8    | Nyugat-Yorkshire         | 2.118.600 | 2.029         | 1.044               |
| 9    | Dél-Yorkshire            | 1.285.600 | 1.552         | 829                 |
| 10   | Surrey                   | 1.075.600 | 1.670         | 644                 |
| 11   | Berkshire                | 812.200   | 1.264         | 643                 |
| 12   | Hertfordshire            | 1.048.200 | 1.643         | 638                 |
| 13   | Nottinghamshire          | 1.041.300 | 2.159         | 482                 |
| 14   | Bedfordshire             | 582.600   | 1.235         | 472                 |
| 15   | Lancashire               | 1.439.200 | 3.076         | 468                 |
| 16   | Essex                    | 1.645.900 | 3.677         | 448                 |
| 17   | Hampshire                | 1.671.000 | 3.769         | 443                 |
| 18   | Kent                     | 1.621.000 | 3.737         | 434                 |
| 19   | Leicestershire           | 915.800   | 2.157         | 425                 |
| 20   | Cheshire                 | 993.200   | 2.343         | 424                 |
| 21   | Kelet-Sussex             | 752.900   | 1.795         | 419                 |
| 22   | Staffordshire            | 1.055.000 | 2.717         | 388                 |
| 23   | Nyugat-Sussex            | 764.300   | 1.991         | 384                 |
| 24   | Buckinghamshire          | 700.100   | 1.874         | 374                 |
| 25   | Derbyshire               | 981.200   | 2.629         | 373                 |
| 26   | Wight                    | 140.000   | 380           | 368                 |
| 27   | County Durham            | 875.700   | 2.727         | 321                 |
| 28   | Worcestershire           | 555.900   | 1.741         | 319                 |
| 29   | Northamptonshire         | 651.800   | 2.367         | 275                 |
| 30   | Warwickshire             | 533.900   | 1.978         | 270                 |
| 31   | Dorset                   | 701.900   | 2.653         | 265                 |
| 32   | Gloucestershire          | 823.500   | 3.150         | 261                 |
| 33   | Oxfordshire              | 626.900   | 2.606         | 241                 |
| 34   | East Riding of Yorkshire | 576.500   | 2.480         | 232                 |
| 35   | Cambridgeshire           | 748.600   | 3.396         | 220                 |
| 36   | Somerset                 | 884.400   | 4.178         | 212                 |
| 37   | Suffolk                  | 692.100   | 3.802         | 182                 |
| 38   | Wiltshire                | 630.700   | 3.485         | 181                 |
| 39   | Devon                    | 1.109.900 | 6.710         | 165                 |
| 40   | Norfolk                  | 824.200   | 5.372         | 153                 |
| 41   | Cornwall                 | 519.400   | 3.566         | 146                 |
| 42   | Lincolnshire             | 993.300   | 6.959         | 143                 |
| 43   | Shropshire               | 450.700   | 3.488         | 129                 |
| 44   | Észak-Yorkshire          | 1.045.000 | 8.611         | 121                 |
| 45   | Rutland                  | 37.300    | 394           | 95                  |
| 46   | Herefordshire            | 178.800   | 2.180         | 82                  |
| 47   | Cumbria                  | 498.800   | 6.823         | 73                  |
| 48   | Northumberland           | 311.400   | 5.026         | 62                  |